# Roland Colastica
Roland (Roy, Ròi) Colastica (Curaçao, 28 oktober 1960) is een Curaçaos toneelacteur, regisseur, dichter en schrijver van verhalen voor kinderen en volwassenen. Hij heeft erkenning in het binnen- en buitenland en maakte vijf producties voor leden van de Nederlandse koninklijke familie. Zijn boek Vuurwerk in mijn hoofd werd geselecteerd door de Kinderboekenjury van 2013 en vertaald naar het Spaans en Deens. 

## Biografie
Roland Colastica groeide op in gezin met acht broers en een zus, met om zich heen muziek en zang, maar ook verhalende kunst omdat zijn vader een fervent verteller was van filosofische verhalen. Zijn moeder was een sopraan in het koor van de katholieke kerk. Zijn ouders hadden beide geen uitgebreide opleiding gehad, maar stimuleerden wel hun kinderen om zelf te leren. Op zijn twaalfde sloot hij zich aan bij de folkloristische dansgroep Trinitaria en vervolgens bij de klassieke  balletschool van Lucia Schnog. Even later was hij ook voorzanger in het kerkkoor. Daarnaast schreef hij graag. Hij begon op zijn vijftiende aan zijn eerste dagboek en vertelde in 1995 dat hij uiteindelijk 21 dagboeken had bijgehouden.
Vanaf zijn 18e was hij in Nederland voor een studie personeelsmanagement. Hij bleef acht jaar en zong, acteerde en trok aandacht met voordrachten. Na een korte terugkeer naar Curaçao verbleef hij een tijd in de Verenigde Staten om meer ervaring op te doen in theater. Ook vond hij daar uitgevers die gedichten, verhalen en andere geschriften van hem wilden uitbrengen. In deze tijd schreef hij enkele jeugdtheaterstukken.
Colastica heeft brede erkenning op de Antillen, in Nederland en in andere delen van de wereld en trad in verschillende landen op tijdens boeken- en theaterfestivals. Voor de Koninklijke familie van Nederland maakte hij enkele grote producties, zoals voor prins Willem-Alexander in 1999 het Quintcentennial van Curaçao (5 eeuwen geschiedenis Curaçao en Nederland), samen met Jacques Visser en Dana Kibbelaar, voor Willem-Alexander en Máxima voor de viering in 2002 van hun huwelijksfeest op Curaçao, voor koningin Beatrix in 2005 voor haar 25-jarige jubileum, voor de koninklijke familie in 2011 met een act tijdens hun bezoek aan Curaçao en in 2014 inmiddels als producent voor Willem-Alexander en Máxima tijdens hun eerste bezoek als koningspaar. De International Drama/Theatre and Education Association (IDEA) koos hem in 2004 en 2007 uit als deelnemer aan hun internationale conferentie.
Dankzij zijn werken als schrijver in het Papiaments leverde hij een belangrijke bijdrage aan het behoud van de taal op de ABC-eilanden. Hij schreef sinds 1990 meer dan tien boeken met verhalen en gedichten voor zowel de jeugd als volwassenen. Terwijl hij al zijn boeken steeds in het Papiaments had geschreven, bood uitgeverij Leopold hem aan om twee manden lang in Amsterdam als writer-in-residence te werken aan een Nederlandstalig jeugdboek. Dit boek, Vuurwerk in mijn hoofd, werd geselecteerd door de Kinderboekenjury van 2013 en werd vertaald naar het Spaans en Deens.
In 2006 werd hij samen met de danseres Chuki Scharbaai onderscheiden met de prestigieuze Cola Debrotprijs. In 2010 werd hij onderscheiden als Ridder in de Orde van Oranje-Nassau.